# 辻昶
辻 昶（つじ とおる、1916年3月22日 - 2000年5月15日）は、日本のフランス文学者。東京教育大学名誉教授。ヴィクトル・ユゴーを専門とし多くの翻訳を行った。

## 生涯
画家・辻永の長男として東京に生まれる。ドイツ文学者の辻瑆は弟。旧制武蔵高等学校卒、東京帝国大学仏文科卒、東京教育大学教授、1980年定年退官、名誉教授、白百合女子大学教授。
2000年、急性リンパ性白血病のため死去。

## 著書
- 『ヴィクトル・ユゴーの生涯』（潮出版社） 1979
- 『ヴィクトル・ユゴー』（第三文明社、21C文庫） 1991：児童向け

共編著
- 『ヴィクトル＝ユゴー 人と思想』（丸岡高弘共著、清水書院、(Century books)　1981
新版 2014
- 『愛に生きたフランス女流作家たち』（室井庸一共編、三省堂選書） 1982
- 『アレクサンドル＝デュマ 人と思想』（稲垣直樹共著、清水書院、Century books) 1996
新版 2016

## 翻訳
- 『ノートル・ダム・ド・パリ』（ユゴー、松下和則共訳、河出書房、世界文学全集） 1950
のち岩波文庫 上下 改版2016、潮出版社「ユーゴー文学館」
のち『ノートル・ダムのせむし男』（ヴィクトール・ユゴー、河出書房） 1957
- 『ペロー童話集』（ペロー、童話春秋社） 1954
- 『九十三年』（ユゴー、岩波文庫 上下） 1954 - 1964
のち潮出版社「ユーゴー文学館」
- 『フランスロマン主義』（フィリップ・ヴァン・ティーゲム、白水社、文庫クセジュ） 1954
- 『この神聖なお転婆娘』（ルネ・ラガッシュ、南江堂、欧州映画シナリオシリーズ仏和対訳） 1958
- 『アタラ・ルネ』（シャトーブリアン、筑摩書房、世界文学大系25） 1961、のち旺文社文庫
- 『ヴィクトール・ユゴー 詩と愛と革命』（アンドレ・モロワ、横山正二共訳、新潮社） 1961
- 『フランス・南欧むかし話集』（偕成社、少年少女世界の民話伝説） 1964
- 『地底の探検』（ジュール・ヴェルヌ、偕成社、ベルヌ名作全集6） 1968
- 『十五少年漂流記』（ジュール・ヴェルヌ、偕成社、ベルヌ名作全集12） 1968
- 『レ・ミゼラブル』（ユゴー、講談社、世界文学全集） 1968 - 1969、のち講談社文庫、潮出版社「ユーゴー文学館」
- 『ジュールおじさん / 首かざり』（モーパッサン、偕成社、少年少女世界名作選） 1971
- 『ライオンのめがね』（ヴィルドラック、学習研究社） 1971
- 『風車小屋だより』（アルフォンス・ドーデ、国土社） 1977.3
- 『長靴をはいたねこ ペロー童話集』（ペロー、寺田恕子共訳、旺文社文庫） 1977.8
- 『デブの国ノッポの国』（アンドレ・モロア、集英社、子どものための世界名作文学） 1979.4
- 『スマラまたは夜の悪霊』（ノディエ、稲村絢子共訳、講談社、世界文学全集40） 1979.7
- 『タルタラン・ド・タラスコンの大冒険』（ドーデ、旺文社文庫） 1980.4
- 『少年と兵士と海』（ジョルジュ・フォンヴィリエ、創林社） 1980.12
- 『赤ちゃんになった天才博士』（フィリップ・デュマ、庄司和子共訳、旺文社） 1982.2
- 『ビュグ＝ジャルガルの闘い』（ユゴー、野内良三共訳、潮出版社） 1982.12
- 『ユゴー詩集』（ユゴー、稲垣直樹共訳、潮出版社） 1984.6
- 「ナターンのもりのなかまたち」（アラン・グレ、DENPAペンタン）
『あらいぐまのフィル』 1986.4
『みみずくのプロスペ』 1986.4
『くまのサリバン』 1987.3
『ビーバーのアルフィー』 1988.8
- 「みつごのおてんばむすめ」（メルセ・コンパニュ、竹田篤司共訳、DEMPAペンタン）
『すてきないろのまち』 1986
『ちびっこオーケストラ』 1986.11
『もうすぐクリスマス』 1986.11
『おかねもうけはたいへん』 1987.11
『スポーツだいすき』 1987.11
『たのしいキャンプ』 1987.11
『いたずらだいすき』 1989.9
『いよいよようちえん』 1989.9
『こんにちはみなさん』 1989.9
- 『ぼくらの花リメル、バンザイ!』（クロード・ロワ、旺文社） 1987.1
- 『 にんじん』（ジュール・ルナール、旺文社） 1989.4
- 「ピラトの絵本」（クロード・クレマン、DEMPAペンタン）
『きかんぼピラト』 1990.9
『ともだちをパーティーによぼう』 1990.9
『ピラトとなかまたちのかるわざ』 1990.9
『ピラトのこいびと』 1990.9
『「ぼくねむいよ」とピラト』 1990.9
『サップはどこへ…?』 1992.8
『ピラトのピクニック』 1992.8
『ピラトのボールあそび』 1992.8
『せわずきピラト』 1992.8
- 「どこにいるのダビドくん」シリーズ（ドローレス・マヨルガ、竹田篤司共訳、DEMPAペンタン）
『ダビドくんといろいろなおはなし』 1991.9
『ダビドくんまちへいく』 1991.9
『ダビドくんのなつやすみ』 1992.12
  - 『ダビドくんたびにでる』 1992.12
- 『博物誌』（ルナール、岩波文庫） 1998.5

| スタブアイコン | サブスタブ | この項目は、まだ閲覧者の調べものの参照としては役立たない、人物に関連した書きかけの項目です。この項目を加筆・訂正などしてくださる協力者を求めています（P:人物伝/PJ:人物伝）。 |